# شيبرد كاري
شيبرد كاري هو سياسي أمريكي، ولد في 3 يوليو 1805، وتوفي في 9 أغسطس 1866 في بلدية هلتون في الولايات المتحدة. نشط حزبياً في الحزب الديمقراطي. وقد انتخب عضو مجلس نواب مين ‏ وانتخب عضو مجلس ولاية مين ‏ وانتخب عضو مجلس النواب الأمريكي.